# Mordellistena loasea
Mordellistena loasea es una especie de coleóptero de la familia Mordellidae.

## Distribución geográfica
Habita en Chile.